# Zagorica pri Velikem Gabru
Zagorica pri Velikem Gabru je naselje u slovenskoj Općini Trebnju. Zagorica pri Velikem Gabru se nalazi u pokrajini Dolenjskoj i statističkoj regiji Jugoistočnoj Sloveniji. 

## Stanovništvo
Prema popisu stanovništva iz 2002. godine naselje je imalo 229 stanovnika.